# Philip M. Breedlove

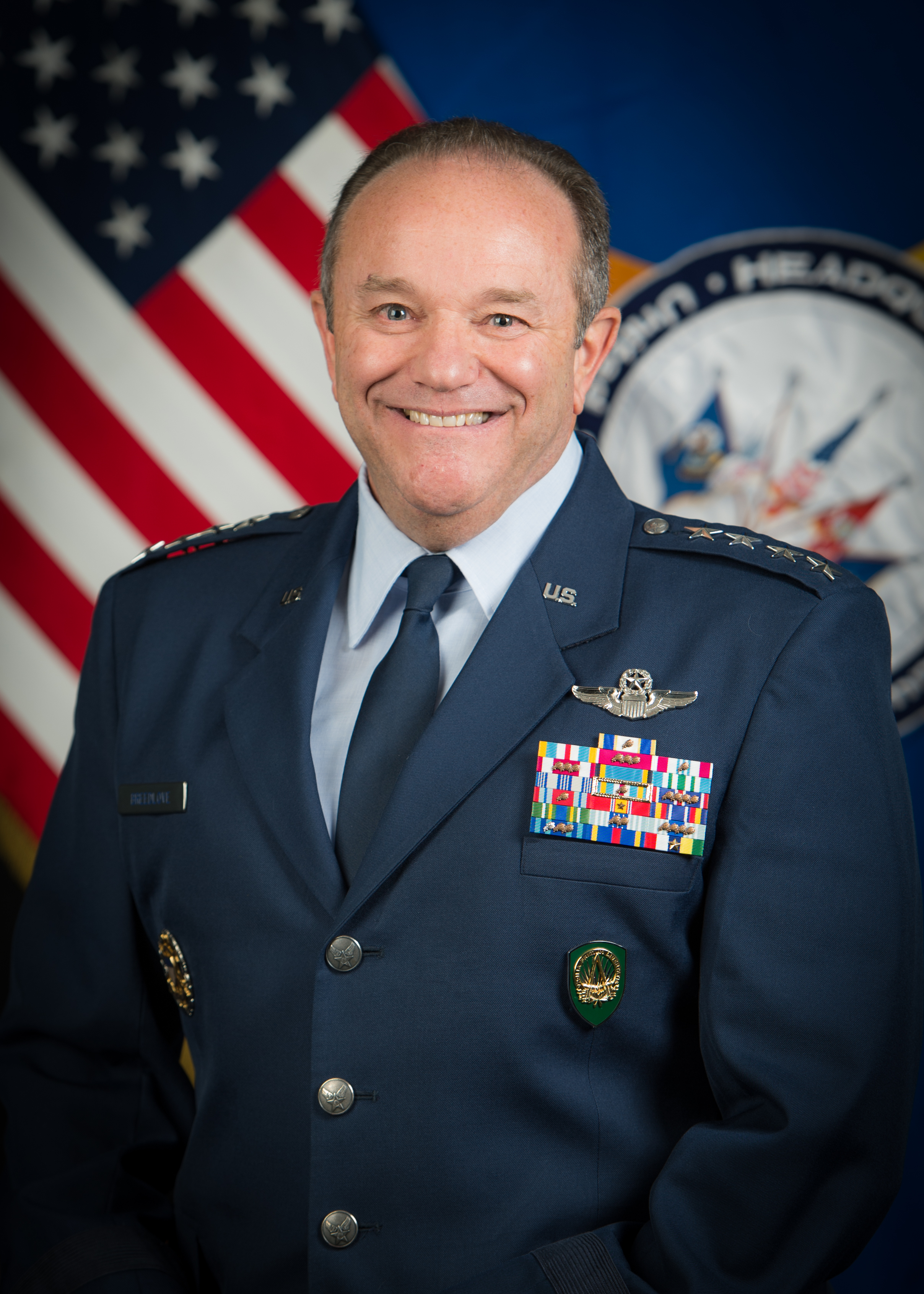
Philip M. Breedlove (2013)

Philip Mark Breedlove (* 2. September 1955 in Forest Park, Georgia in den Vereinigten Staaten) ist ein ehemaliger General der United States Air Force (USAF). Er diente zwischen Mai 2013 und Mai 2016 als Oberbefehlshaber des United States European Command (USEUCOM) und in Personalunion zeitgleich als 17. Supreme Allied Commander Europe (SACEUR) der NATO.
Zuvor war er Kommandeur der United States Air Forces in Europe, der United States Air Forces Africa, des Air Component Command in Ramstein sowie Direktor des Joint Air Power Competence Center.

## Biografie

### Jugend und frühe Militärkarriere
Breedlove wuchs in Forest Park, Georgia auf und studierte am Georgia Institute of Technology, wo er 1977 seinen Abschluss machte. Breedlove ist Mitglied der Studentenverbindung Pi Kappa Alpha. Danach trat er in die Luftwaffe ein und war von März 1978 an Flugschüler auf der Williams Air Force Base in Arizona. Zwischen März und August 1979 durchlief er eine Fluglehrerschulung auf der Randolph Air Force Base in Texas. Bis Januar 1983 war er als Fluglehrer für die T-37 Tweet, Flugprüfer sowie Runway Supervisory Unit Controller tätig. Von Januar bis September 1983 wurde er auf der MacDill Air Force Base in Florida auf der F-16 Fighting Falcon geschult und danach nach Spanien versetzt, wo er bis Januar 1985 blieb. Dort diente er als F-16 Luftfahrzeugführer und Fluglehrer bei der 614th Tactical Fighter Squadron.
Breedlove war zwischen Januar 1985 und März 1987 Verbindungsoffizier der 602nd Air Support Operations Group auf der Kitzingen Air Base in Bayern und wurde dann der 526th Tactical Fighter Squadron in Ramstein überstellt, der er bis zum Januar 1988 angehörte. Schließlich wurde er dort Chef der Flugsicherheit der 316th Air Division und übte diese Funktion bis zum August desselben Jahres aus. In den beiden folgenden Jahren war er zunächst F-16-Pilot, dann stellvertretender Einsatzoffizier der 512th Tactical Fighter Squadron, ebenfalls in Ramstein. Zwischen August 1990 und Juli 1991 studierte er am Air Command and Staff College auf der Maxwell Air Force Base, Alabama. In diesem Jahr erwarb er den Abschluss als Master of Science in Luftfahrttechnik an der Arizona State University. Von Juli 1991 bis Mai 1993 war Breedlove als Chief of Air Operations im United Nations Command and Republic of Korea/United States Combined Forces Command auf der Yongsan Army Garrison in Südkorea tätig.

### Spätere Karriere

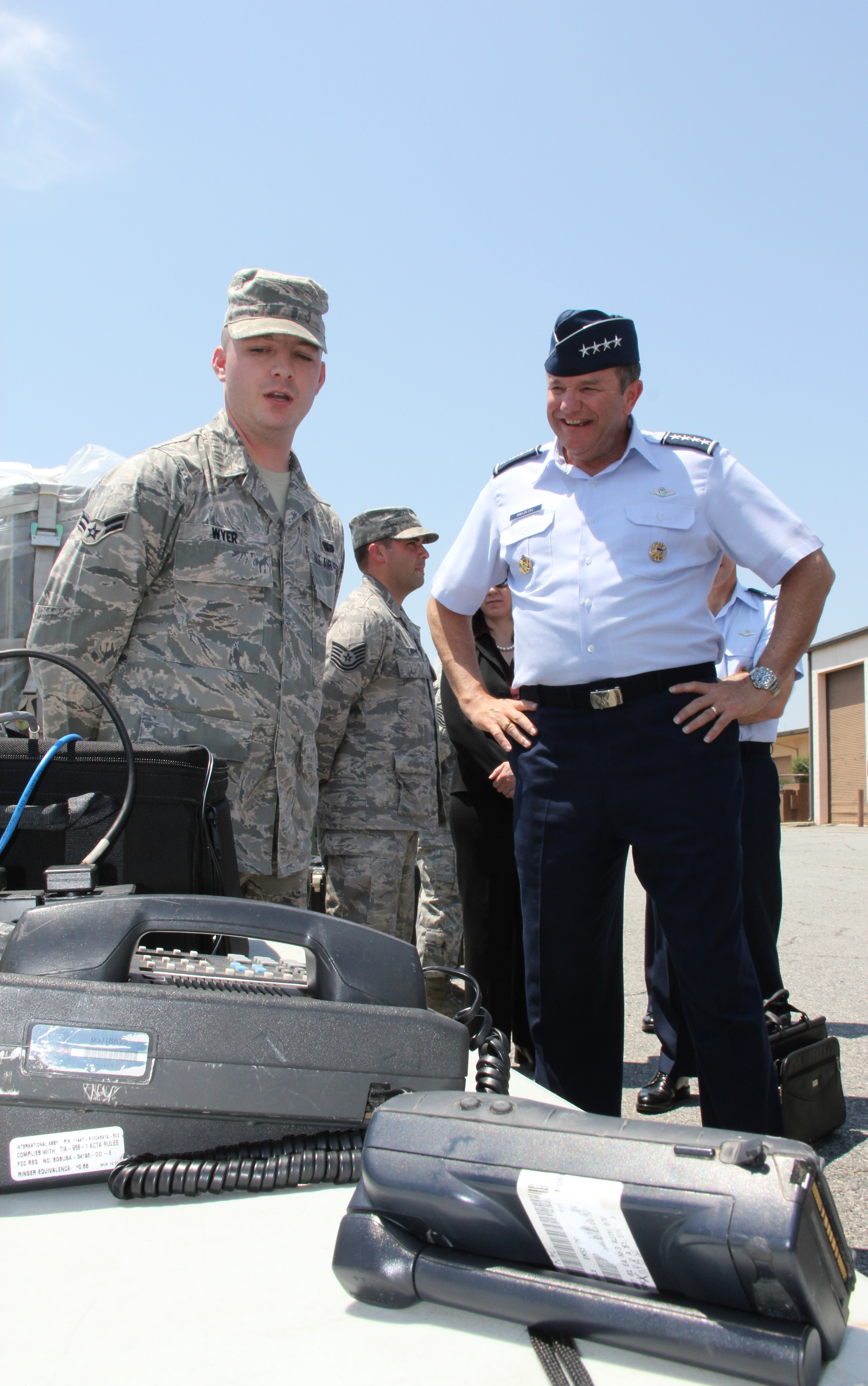
Philip M. Breedlove (r.) als Vice Chief of Staff of the Air Force im April 2012

Von Mai 1993 an war Breedlove Kommandeur der 80th Fighter Squadron auf der südkoreanischen Kunsan Air Base. Diese Position übte er bis Juli 1994 aus. Von dort ging er an das National War College in Fort Lesley J. McNair in Washington, D.C. Im Juni 1995 wurde er Einsatzoffizier des United States Pacific Command Division im Generalstab im Verteidigungsministerium. Dort blieb er, bis er zum Kommandeur der 27th Operations Group auf der Cannon Air Force Base in New Mexico ernannt wurde. Von Juni 1999 bis Mai 2000 war Breedlove Führungsoffizier im Hauptquartier des Air Combat Command auf der Langley Air Force Base in Virginia. Im darauffolgenden Jahr kommandierte er den 8th Fighter Wing auf der Kunsan Air Base. Ab Juni 2001 übte er die Funktion des Senior Military Assistant to the Secretary of the Air Force aus.
Von Juni 2002 bis Juni 2004 kommandierte Breedlove den 56th Fighter Wing auf der Luke Air Force Base in Arizona und danach den 31st Fighter Wing auf der Aviano Air Base in Italien. Von Juni 2005 bis in den Oktober 2006 war Breedlove stellvertretender Kommandeur der 16th Air Force in Ramstein. Anschließend war er bis Juli 2008 als stellvertretender Direktor für strategische Planung und Taktik des Generalstabs im Pentagon tätig. Von Juli 2008 bis August 2009 befehligte Breedlove, erneut in Ramstein stationiert, die 3. Luftflotte. Anschließend diente er als Deputy Chief of Staff for Operations, Plans and Requirements im Hauptquartier der Air Force.
Am 14. Januar 2011 begann Breedloves Amtszeit als Vice Chief of Staff of the Air Force; am selben Tag wurde er zum General befördert. Im Juli 2012 verließ Breedlove diesen Posten wieder, um Kommandeur der United States Air Forces in Europa zu werden.
Nach Absage des ursprünglich vorgesehenen John R. Allen wurde Breedlove am 28. März 2013 für den Posten des SACEUR nominiert, den er am 13. Mai desselben Jahres antrat. Seit Juli 2016 ist Breedlove pensioniert.
In seiner Zeit als aktiver Pilot absolvierte Breedlove über 3500 Flugstunden auf den Typen F-16, T-37 und C-21.

## Kritik
Breedlove wurde vonseiten verschiedener NATO-Partner vorgeworfen, die militärische Rolle Russlands im Ukraine-Konflikt übertrieben dargestellt zu haben (März 2015). Der Spiegel berichtete, im deutschen Kanzleramt habe jemand in diesem Zusammenhang von „gefährlicher Propaganda“ gesprochen und der Außenminister Frank-Walter Steinmeier habe bei NATO-Generalsekretär Jens Stoltenberg interveniert.

## Auszeichnungen
Auswahl der Dekorationen, sortiert in Anlehnung der Order of Precedence of the Military Awards:
- Air Force Distinguished Service Medal (2 ×)
- Defense Superior Service Medal
- Legion of Merit (4 ×)
- Defense Meritorious Service Medal
- Meritorious Service Medal (3 ×)
- Joint Service Commendation Medal
- Air Force Achievement Medal
- National Defense Service Medal
- Global War on Terrorism Service Medal

## Beförderungen
| Insignien          | Rang               | Datum             |
| ------------------ | ------------------ | ----------------- |
| General            | General            | 14. Januar 2011   |
| Lieutenant General | Lieutenant General | 21. Juli 2008     |
| Major General      | Major General      | 23. Juni 2006     |
| Brigadier General  | Brigadier General  | 1. Oktober 2003   |
| Colonel            | Colonel            | 1. Januar 1998    |
| Lieutenant Colonel | Lieutenant Colonel | 1. Juni 1993      |
| Major              | Major              | 1. November 1988  |
| Captain            | Captain            | 10. Dezember 1981 |
| First Lieutenant   | First Lieutenant   | 10. Dezember 1979 |
| Second Lieutenant  | Second Lieutenant  | 1. Juni 1977      |